# Ce s-a întâmplat cu... Robot Jones?
Ce s-a întâmplat cu... Robot Jones? (în engleză Whatever Happened to... Robot Jones?, de obicei prescurtat ca Robot Jones) este un serial de animație american creat de Greg Miller pentru Cartoon Network și este al doisprezecelea serial Cartoon Cartoons. Desenul animat se învârte în jurul lui Robot Jones, un copil robotic participând la o școală medie suburbană.

## Episoade
| Sezon | Episoade | Difuzare originală | Difuzare originală  |
| Sezon | Episoade | Premiera sezonului | Sfârșitul sezonului |
| ----- | -------- | ------------------ | ------------------- |
| Pilot | 1        | 25 august 2000     | 25 august 2000      |
| 1     | 6        | Iulie 27, 2002     | Septembrie 14, 2002 |
| 2     | 7        | Octombrie 8, 2005  | Decembrie 24, 2005  |

|

### Pilot: 2000
| Titlu                             | Difuzare originală |
| --------------------------------- | ------------------ |
| Whatever Happened to Robot Jones? | 25 august 2000     |

### Sezonul 1: 2002
| # | Segmentul A       | Segmentul B   | Difuzare originală  | Premiera în România |
| - | ----------------- | ------------- | ------------------- | ------------------- |
| 1 | Electric Boogaloo | Groovesicle   | Iunie 29, 2002      | Martie 10, 2014     |
| 2 | PU To P.E.        | Vacuum Friend | Iulie 20, 2002      | Martie 11, 2014     |
| 3 | Cube Wars         | Sickness      | Iulie 27, 2002      | Martie 12, 2014     |
| 4 | Parents           | Embarrassment | 3 august 2002       | Martie 13, 2014     |
| 5 | Politics          | Growth Spurts | 10 august 2002      | Martie 14, 2014     |
| 6 | Jealousy          | Scantron Love | Septembrie 14, 2002 | Martie 17, 2014     |

### Sezonul 2: 2003
| #  | Segmentul A             | Segmentul B      | Difuzare originală | Premiera în România |
| -- | ----------------------- | ---------------- | ------------------ | ------------------- |
| 7  | Gender                  | Math Challenge   | Octombrie 8, 2005  | Martie 18, 2014     |
| 8  | Family Vacation         | Hair             | Octombrie 15, 2005 | Martie 19, 2014     |
| 9  | The Garage Band         | Work Order       | Octombrie 22, 2005 | Martie 20, 2014     |
| 10 | The Yogmans Strike Back | Hookie 101       | Octombrie 29, 2005 | Martie 21, 2014     |
| 11 | House Party             | School Newspaper | Decembrie 10, 2005 | Martie 24, 2014     |
| 12 | Safety Patrol           | Popularity       | Decembrie 17, 2005 | Martie 25, 2014     |
| 13 | Summer Camp             | Rules of Dating  | Decembrie 24, 2005 | Martie 26, 2014     |